# بخش گرین (شهرستان کلینتون، اوهایو)
بخش گرین (به انگلیسی: Green Township) یک منطقهٔ مسکونی در ایالات متحده آمریکا است که در شهرستان کلینتون، اوهایو واقع شده‌است.
 بخش گرین ۱۰۹٫۳ کیلومتر مربع مساحت و ۲٬۴۷۳ نفر جمعیت دارد و ۳۶۰ متر بالاتر از سطح دریا واقع شده‌است.